# Paola Cavallino
Paola Cavallino (Génova, 6 de junio de 1977) es una deportista italiana que compitió en natación. Ganó una medalla de plata en el Campeonato Europeo de Natación de 2004, en la prueba de 200 m mariposa.

## Palmarés internacional
| Campeonato Europeo | Campeonato Europeo | Campeonato Europeo | Campeonato Europeo |
| Año                | Lugar              | Medalla            | Prueba             |
| ------------------ | ------------------ | ------------------ | ------------------ |
| 2004               | Madrid (España)    | Medalla de plata   | 200 m mariposa     |